# The musical box (lied)
The musical box is een nummer van Genesis. Het zou geschreven zijn door de band als geheel; de muziekalbums vermeldden de band destijds als een schrijverscollectief. Het is de openingstrack van het studioalbum Nursery Cryme. Het is tevens de naamgever van het album en ook de platenhoes van Paul Whitehead is op het lied geïnspireerd.
Het lied is gebaseerd op een Victoriaans sprookje waarbij een meisje (Cynthia) een jongen (Henry) ombrengt tijdens een spelletje croquet. Zij doet dit door met de croquethamer hem te onthoofden. Later vindt diezelfde Cynthia een speeldoos op Henry’s kamer en speelt die af. De speeldoos speelt het bakerliedje Old King Cole af. Daarbij verschijnt de geest van een jonge Henry die verandert in Henry als volwassene etc. In die overgang nodigt hij Cynthia uit tot geslachtsgemeenschap, maar dan komt de kinderoppas binnen. Die vernietigt de speeldoos en dus ook Henry. Op de platenhoes toont Whitefield een meisje met croquethamer te zien met croquetpoortjes en tal van hoofden op het speelveld met een toesnellende oppas. Nursery cryme staat voor misdaad in de kinderkamer en is een verhaspeling van Nursery rhyme (bakerrijm), meer algemeen kinderliedje. De tekst van het lied begint op het moment dat Cynthia de speeldoos opent en Old King Cole laat horen ("Play me Old King Cole") en eindigt met zijn uitlokking ("Why don’t you touch me"). Gabriel zong een deel van de originele tekst van het originele kinderliedje ("Old King Cole was a merry soul" tot "And he calles for his fiddlers three"). In het tekstboek vond uitleg plaats van aanleiding en gevolg.
Alhoewel toegeschreven aan de toenmalige Genesis-leden Tony Banks, Phil Collins, Peter Gabriel, Steve Hackett en Mike Rutherford, werd het in het begin opgezet door Rutherford en Anthony Phillips door gezamenlijk spel op de twaalfsnarige gitaar. Die opzet is nog terug te horen in het feit dat zowel Banks, als Hackett als Rutherford in dit nummer twaalfsnarige gitaar spelen. Phillips stapte echter uit de band en de band ging er verder mee. Phillips zou zelf de demo’s publiceren op zijn album The archive collection volume one onder de werktiel F Sharp (Fis). Gabriel zingt niet alleen maar bespeelde ook de dwarsfluit en hobo in dit werk. Een bijzonderheid is dat op deze track ook een kleine bijdrage van Mick Barnard te horen zou zijn; hij was slechts zeer kort lid van de band en oefende tijdens de opnamen mee. Hackett behield in het eindresultaat zowel de gitaarpartijen die Phillips en Barnard hadden ingebracht; hij gaf er wel zijn eigen draai aan. Het geheel is gecomponeerd in de toonsoort Fis majeur, tevens de werktitel.
The musical box, waarin Gabriel zijn fameuze verkleedpartijen gebruikte en de inleiding vertelde, was tijdens veel tournees van Genesis te zien en te horen. In de latere jaren werd alleen het slot van het nummer verwerkt in een medley. Het gehele lied is te horen op Genesis Live, een deel op Seconds Out, maar er is ook een aantal bootlegs met dit nummer bekend.
Het nummer beïnvloedde ook anderen. Een band die alleen oud Genesis-materiaal speelt noemt zich The Musical Box. Brian May van Queen vertelde aan Hackett, dat hij zich heeft laten inspireren door Hacketts gitaarspel aan het slot.